# ミズギク
ミズギク（水菊、学名：Inula ciliaris ）は、キク科オグルマ属の多年草。

## 特徴
茎は直立して、高さ25-50cmになり、毛があまり無いものもあるが、密に多くの毛がつくものもある。ふつう茎は枝分かれしないが、ときに1-2個の枝を出すことがある。根出葉はさじ形で、長さ4-10cm、幅8-15mmになり、縁は全縁、はじめは毛が多い。茎につく葉は互生し、倒披針形から卵状披針形で小さく、基部は不明瞭に茎を抱き、縁には鈍い鋸歯があるかまたは全縁である。
花期は6-10月。ふつう茎先に頭状花序を1個つけ、上向きに咲く。頭花は黄色で径3-4cmになり、縁に雌性の舌状花があって先端に3歯があり、中央部には両性の筒状花があって筒部の先端が5裂する。舌状花、筒状花ともに結実する。総苞は半球形で、総苞片は4-5列あり、すべて同じ長さ、外片は狭長楕円形で密に毛が生え、その外側に同形の苞状葉がある。果実は痩果で、長さ1.5mmの円柱形で10肋があり、まばらに毛が生える。冠毛は長さ4.5mmになり、白色を帯びる。
開花時にもロゼット状の根出葉が生きて残っている。これは同属のカセンソウ、オグルマと異なる特性である。

## 分布と生育環境
日本固有種。九州の宮崎県、本州の近畿地方以東に分布し、山地の湿原に生育する。北海道の静狩にも分布することが確認されている。

## 名前の由来
和名ミズギクは「水菊」の意で、水湿地に生えることによる。また、種小名 ciliaris は「緑毛のある」、「まつげ状の毛の生えた」の意味。

## 下位分類
- オゼミズギク Inula ciliaris (Miq.) Maxim. var. glandulosa Kitam.[6] - 茎の中部以上につく葉の裏に黄色い腺点が多少ともあるもの。尾瀬・日光周辺地域と東北地方南部に分布する[5]。
- オクノミズギク Inula ciliaris (Miq.) Maxim. var. pubescens Sugim.[7] - タイプ標本が青森県の八甲田山産のもの[7]。

## ギャラリー
- 頭花の周辺部に1列の舌状花と中部に筒状花がつく。
- オゼミズギク。尾瀬ヶ原。
2013年8月